# Londra chiama Polo Nord
Londra chiama Polo Nord è un film del 1956 diretto da Duilio Coletti.

## Trama
Amsterdam. Un colonnello del controspionaggio tedesco riesce ad individuare l'emittente clandestina che da Amsterdam trasmette informazioni a Londra arrestando il telegrafista che la gestisce. Facendosi passare per l'inglese arrestato, i nazisti continuano le trasmissioni per carpire informazioni segrete e annientare la resistenza.